# 格蘭特島
格蘭特島（英語：Grant Island）是南極洲的島嶼，位於謝潑德島以東8公里的瑪麗伯德地對開海域，座標位置74°28′S 131°35′W / 74.467°S 131.583°W，島嶼長32公里、寬16公里，整個島嶼的土地被冰雪覆蓋。